# Paralcidia errabunda
Paralcidia errabunda là một loài bướm đêm trong họ Geometridae.